# Robin Hood’s Bay
Robin Hood’s Bay – miasto w Anglii, w hrabstwie North Yorkshire, w dystrykcie (unitary authority) North Yorkshire. Leży nad Morzem Północnym, na terenie parku narodowego North York Moors, 64 km na północny wschód od miasta York i 326 km na północ od Londynu.